# 阳幕站
阳幕站（韓語：양막역）是朝鮮民主主義人民共和國南浦特别市龍岡郡的一個鐵路車站，属于後山線。

## 邻近车站
後山線
后山站 - 阳幕站